# オトナじゃないの
「オトナじゃないの」は、1982年8月5日に発売された松本伊代の4枚目のシングル。

## 収録曲
- 両楽曲共に、作曲：筒美京平／編曲：鷺巣詩郎

1. オトナじゃないの [2:51]
作詞：糸井重里
2. 恋はBAN BAN [3:34]
作詞：湯川れい子